# Mélitène
Mélitène (en grec byzantin : Μελιτηνή / Melitēnḗ) est une ville antique qui fut successivement hittite, assyrienne, puis romaine. 
Les Assyriens l’appelaient Meliddu. Selon Strabon, elle était « connue des anciens sous le nom de Mélitène », nom qu’adopteront les Romains ; elle constituait alors l’une des dix provinces de la Cappadoce. Située sur les rives d’un affluent de l’Euphrate, à la tête des routes allant d’Asie Mineure en Mésopotamie, elle fut transformée en forteresse  abritant les XIIe et XVIe légions romaines. Capturée par les Arabes en 638, elle servit de base à leurs attaques contre l’Empire byzantin. Les Byzantins attaquèrent la ville à leur tour et ne réussirent à la conquérir qu’en 934. Dévastée par les Turcs seldjoukides en 1058, elle fut conquise par les Ottomans en 1515. Le site de l’ancienne ville se trouve à quelques kilomètres de l’actuelle ville de Malatya, capitale de la province turque du même nom.

## Périodes hittite et assyrienne
D’après Pline, la cité aurait été fondée par la reine Sémiramis près de l’Euphrate. Les débuts de la bourgade à quelques kilomètres de la ville moderne de Malatya, correspondent au développement de l’agriculture dans le Croissant fertile, il y a plus de 6 000 ans. À l’Âge du bronze, elle devint le centre d’une région administrative du royaume dit de « Isuwa ».  Elle fut alors fortifiée, probablement pour se prémunir des attaques hittites venant de l’ouest, lesquels intégreront la Cappadoce à leur empire au XIVe siècle av. J.-C.  En langue hittite, melid ou melit signifie « miel » ce qui pourrait expliquer l’étymologie de « Mélitène ».  On retrouve le mot sous plusieurs formes dans les sources de l’époque : hittite = Mallidiya et possiblement Midduwa; accadien = Meliddu  et urartien = Melitea.  Une autre explication est que le nom dériverait de celui de la rivière Melas qui se jette dans l’Euphrate.
Vers 1200 av. J.-C., l’Empire hittite, envahi par les peuples de la mer et les Phrygiens, éclate en un ensemble de principautés, parmi lesquelles Milid. La ville devint le centre du nouvel État de Kammanu; elle conserva les traditions hittites. Les chercheurs ont découvert un palais à l’intérieur des murs de la ville dont les lions et statues du souverain constituent de beaux exemples de l’art hittite de l’époque. 
Le souverain assyrien Tiglath-Phalazar Ier(1115-1077 av. J.-C.) conquit la Cappadoce vers 1110 av. J.-C. et obligea le royaume de Malidya à verser un tribut à l’Assyrie. La cité continua toutefois à prospérer et prit part aux coalitions fomentées par les rois d'Urartu contre l’Assyrie. Le roi Sargon II (722-705) finira par s’en emparer en 712 av. J.-C. À la même époque, les Cimmériens  et les Mèdes envahirent l’Anatolie et la ville commença à décliner; le site continua toutefois à être occupé pendant la période hellénistique et la période romaine. Selon Strabon, la ville était connue des anciens sous le nom de Mélitène.  En 546 av. J.-C. la Cappadoce est conquise par Cyrus le Grand qui l’intègre à l’Empire perse. Bien que vassale de l’Empire perse, la Cappadoce continue à être gouvernée par ses propres dirigeants jusqu’en 330 av. J.-C. alors qu’elle devient indépendante sous le roi Ariarathe Ier qui reconnait la suzeraineté symbolique d’Alexandre le Grand.

## Période romaine
Le royaume de Cappadoce, gouverné par la maison d’Ariobarzanes (95-36 av. J.-C.)  devint un client de Rome en 63 av. J.-C. et s’allie aux Romains contre les Séleucides. À la suite de la disgrâce du roi Archélaos, la Cappadoce est intégrée par Tibère à l’Empire romain et devint une province impériale avec les régions du Pont et de l’Asie mineure; les Romains y construisent des  forts militaires pour la défense du secteur septentrional du limes oriental. Selon Tacite, le gros des troupes romaines sous la direction de Gnaeus Domitius Corbulon aurait été concentré aux alentours de Mélitène. Une fois la guerre civile  et la première guerre judéo-romaine terminées, Mélitène (quoique sur un site différent) devint la base de la légion XII, dite Fulminata, dont la mission était de surveiller la province de Cappadoce, alors que la seconde (Flavia Firma) était située à Satala. Elle contrôlait alors l’accès du sud de l’Arménie et du Haut-Tigre; elle y restera jusqu’à la fin du IVe siècle si l’on en croit la Notitia dignitatum. Elle constituait la fin de la grande voie de circulation à l’est de Césarée et attira une population civile importante, ce qui lui valut de recevoir le statut de « cité » sous Trajan au début du IIe siècle av. J.-C. qui l’annexa à la nouvelle province d’Arménie, avec la Grande-Arménie et la Sophène. Elle était reconnue pour les monnaies impériales qui y étaient battues du IIIe au Ve siècle.
Procope décrit avec admiration ses temples, agoras et théâtres dont il ne reste malheureusement rien aujourd’hui. Sous Dioclétien, elle réapparut en tant que province distincte  du diocèse du Pont et devint le centre de la province de l’Arménie Mineure ou Arménie Inférieure, également appelée Petite-Arménie (en arménien Փոքր Հայք) lorsqu’il divisa la province de Cappadoce en deux nouvelles provinces : l’Arménie première avec sa capitale à Sebasteia (aujourd’hui Sivas) et l’Arménie seconde avec sa capitale à Mélitène.
Selon le Martyrologium Hieronymianum, c'est à Mélitène que le soldat romain Expédit, converti au christianisme fut décapité lors des persécutions sous l’empereur Dioclétien en l'an 303, devenant par la suite un saint prisé de la piété populaire chrétienne, saint Expédit.

## Au Moyen Âge

La région frontalière arabo-byzantine du VIIe au Xe s.

Des réformes administratives conduites sous Justinien Ier (527-565) abrogèrent les lois coutumières locales et réorganisèrent la région en Arménie II et Arménie III afin de fondre l’élément arménien dans l’élément grec. Les murailles de la cité furent construites au VIe siècle sous les empereurs Anastase (emp. 491-518) et Justinien (emp. 527-565). Celles qui subsistent aujourd’hui datent dans leur ensemble de la période arabe, probablement du VIIIe siècle quoiqu’elles incorporent divers éléments de constructions plus anciennes.
Justinien, comme son successeur, Justin II (emp. 565-578), dut faire face aux Perses dont le roi Khosro Ier envahit l’Arménie romaine; n’ayant pu s’emparer de Theodosiopolis (Erzurum), il se dirigea vers la Cappadoce où il  dut affronter les forces romaines près de Mélitène. Défait par ces dernières, il dut repasser l’Euphrate et subit en 575 la plus grande défaite infligée aux Perses pendant ces guerres,. 
La ville fut conquise par les forces du califat des Rachidoune en 638 et servit de base pour leurs incursions au cœur de l’empire byzantin, lesquelles se poursuivirent sous les Abbassides.  Constantin V réussit à prendre brièvement Mélitène à l’été 741, puis la reprit en 751 de même que  Théodosiopolis; les habitants de ces villes furent déportés en Thrace, les musulmans dispersés à travers le territoire et les murs de la ville rasés,,.  En 760, le calife Al-Mansour s’empara de la ville et lui redonna une partie de l’importance qu’elle avait perdue. Renommée Malatya, la ville se développa au IXe siècle sous l’émir Omar al-Aqta qui est tué en combattant les Byzantins à la bataille du Lalakaon en 863. Mélitène devint alors le refuge de nombreux pauliciens, mouvement religieux néo-manichéen apparu en Asie mineure, alors part de l’Empire byzantin, à la fin du VIIe siècle ; structurés en État militaire autonome autour de la citadelle de Tephrike, ils s'allièrent aux Arabes contre les Byzantins. Basile Ier (811-886) tenta de s’emparer de la ville dans le cadre de sa lutte contre les pauliciens que l’émir de Mélitène avait pris sous sa protection, mais sans succès,. 
En 931, le général byzantin Jean Kourkouas obtint la soumission d'Abou Hafs ibn Amr, petit-fils d'Omar al-Aqta, qui mourut peu après,. Retombée aux mains des Arabes, la ville  fut finalement prise en mai 934, ses habitants musulmans forcés de se convertir ou remplacés par des colons grecs et arméniens; en 965, l’empereur Nicéphore II Phocas entreprit de repeupler les frontières de Syrie et Mésopotamie et y invita les jacobites monophysites (syriaques). Un patriarche jacobite s’établit alors à Mélitène où il entra en constant conflit avec le patriarche chalcédonien.
C’est à Mélitène que Bardas Sklèros, nommé duc de Mésopotamie, fut déclaré une deuxième fois empereur par ses troupes en 986 dans une vaine tentative d’évincer l’empereur légitime Basile II.
Un traité conclu avec les Turcs seldjoukides en 1055 ne parvint pas à arrêter leurs incursions en Asie mineure et, en 1058, Mélitène fut mise à sac, suivie l’année suivante par Sébaste,. C’est la progression constante des Turcs dans cette région qui conduisit l’empereur Romain IV Diogène à s’aventurer en Arménie dans le but de mettre un terme à ces raids, tentative qui se solda par la cuisante défaite de Mantzikert (1071).
Cette défaite byzantine provoqua l’émigration de populations arméniennes des régions de l’Euphrate notamment qui allèrent grossir les foyers arméniens déjà présents à Mélitène. Des chefs reconnus par Constantinople y créèrent des ilots de résistance à l’occupation turque. Ainsi, la principauté de Philaretos Brakhamios couvrit entre 1078 et 1085 les régions d’Antioche, d’Édesse ; Mélitène et la Germanicée cédèrent alors la place à d’éphémères pouvoirs arméniens.
Parmi ceux-ci, Gabriel de Mélitène, un Arménien grec orthodoxe qui s’était élevé dans les rangs de l’armée byzantine, gouverna la cité dont il parvint à maintenir l’indépendance de 1086 à 1100 grâce à l’aide du bey des Danichmendides.  Après cette date, il s’appuya sur les croisés, spécialement sur Bohémond Ier d’Antioche et Baudouin de Boulogne contre les mêmes Danichmendides.
Les Danichmendides réussirent à s’emparer de Malatya l’année suivante, en 1101. Lorsque le sultanat seldjoukide d’Anatolie basé à Konya s’empara du territoire des Danichmendides à la fin du XIIe siècle, Malatya fut incorporée à leur territoire et le demeura jusqu’à la conquête par les Turcs ottomans en 1515.

## Période moderne
Voir article Malatya. L’actuelle cité de Malatya fut fondée en 1838 et le site ancien de Mélitène fut appelé Malatya l’Ancienne.